# دير قمل (الحديدة)
دير قمل هي إحدى قرى مديرية باجل، التابعة لمحافظة الحديدة اليمنية، بلغ تعداد سكانها 1446 نسمة حسب الإحصاء الذي أجري عام 2004.
تقع دير قمل غرب مديرية باجل بحوالي 8 كيلومتر تقريبا, وتضم دير قمل عدة قرى
دير قمل الشرقي:(بني تيوح).
دير قمل الجنوبي:يتكون من عدة احياء منها,(بني سهل),(بني قاسم)
دير قمل الشمالي: يتكون دير قمل الشمالي من عدة اقسام,اهمها (بني الهاملي),(بني شجاب),(بني يوسف)